# Enköpings landsfiskalsdistrikt
Enköpings landsfiskalsdistrikt var 1918–1964 ett landsfiskalsdistrikt i Uppsala län, bildat som Åsunda landsfiskalsdistrikt när Sveriges indelning i landsfiskalsdistrikt trädde i kraft den 1 januari 1918, enligt beslut den 7 september 1917. När Sveriges nya indelning i landsfiskalsdistrikt trädde i kraft den 1 oktober 1941 (enligt kungörelsen den 28 juni 1941) ändrades distriktets namn till Enköpings landsfiskalsdistrikt. Den 1 januari 1965 avskaffades i Sverige samtliga landsfiskaler och landsfiskalsdistrikt, och deras arbetsuppgifter delades upp på de nyskapade indelningarna polisdistrikt, åklagardistrikt och kronofogdedistrikt.
Landsfiskalsdistriktet låg under länsstyrelsen i Uppsala län.

## Ingående områden
Den 1 oktober 1941 (enligt kungörelsen den 28 juni 1941) tillfördes  kommunerna Biskopskulla, Fröslunda landskommun, Långtora landskommun och Nysätra från det upplösta Lagunda landsfiskalsdistrikt. Enköpings stad tillfördes i polis- och åklagarhänseende, efter att stadsfiskalstjänsten i staden upphört, men inte i utsökningshänseende. Samtidigt överfördes kommunerna Torsvi och Veckholm till Håbo landsfiskalsdistrikt. Den 1 januari 1943 upplöstes Arnö landskommun och dess område delades upp på de dåvarande kommunerna Kungs-Husby, Vallby och Aspö. När Sveriges nya indelning i landsfiskalsdistrikt trädde i kraft den 1 januari 1952 (enligt kungörelsen 1 juni 1951) ändrades distriktets omfattning. Den 1 januari 1963 (enligt kungörelse den 14 december 1962) införlivades Enköpings stad i alla hänseenden i landsfiskalsdistriktet.

### Från 1918
Trögds härad:
- Arnö landskommun
- Boglösa landskommun
- Härkeberga landskommun
- Kungs-Husby landskommun
- Lillkyrka landskommun
- Litslena landskommun
- Torsvi landskommun
- Vallby landskommun
- Veckholms landskommun

Åsunda härad:
- Breds landskommun
- Enköpings-Näs landskommun
- Sparrsätra landskommun
- Svinnegarns landskommun
- Teda landskommun
- Tillinge landskommun
- Vårfrukyrka landskommun

### Från 1 oktober 1941
- Enköpings stad (förutom i utsökningshänseende, som staden skötte själv)[3]

Lagunda härad:
- Biskopskulla landskommun
- Fröslunda landskommun
- Långtora landskommun
- Nysätra landskommun

Trögds härad:
- Arnö landskommun
- Boglösa landskommun
- Härkeberga landskommun
- Kungs-Husby landskommun
- Lillkyrka landskommun
- Litslena landskommun
- Vallby landskommun

Åsunda härad:
- Breds landskommun
- Enköpings-Näs landskommun
- Sparrsätra landskommun
- Svinnegarns landskommun
- Teda landskommun
- Tillinge landskommun
- Vårfrukyrka landskommun

### Från 1943
- Enköpings stad (förutom i utsökningshänseende, som staden skötte själv)[3]

Lagunda härad:
- Biskopskulla landskommun
- Fröslunda landskommun
- Långtora landskommun
- Nysätra landskommun

Trögds härad:
- Boglösa landskommun
- Härkeberga landskommun
- Kungs-Husby landskommun
- Lillkyrka landskommun
- Litslena landskommun
- Vallby landskommun

Åsunda härad:
- Breds landskommun
- Enköpings-Näs landskommun
- Sparrsätra landskommun
- Svinnegarns landskommun
- Teda landskommun
- Tillinge landskommun
- Vårfrukyrka landskommun

### Från 1 januari 1952
- Enköpings stad (endast i polis- och åklagarhänseende; staden skötte själv dess utsökningsväsende)[4][6]
- Norra Trögds landskommun
- Södra Trögds landskommun
- Åsunda landskommun

### Från 1 januari 1963
- Enköpings stad
- Norra Trögds landskommun
- Södra Trögds landskommun
- Åsunda landskommun